# 弗拉门戈 (里约热内卢)

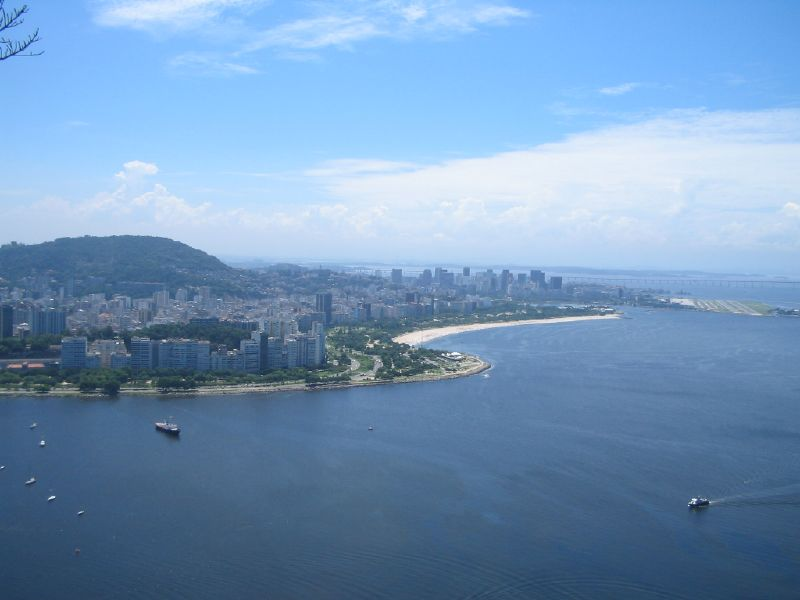

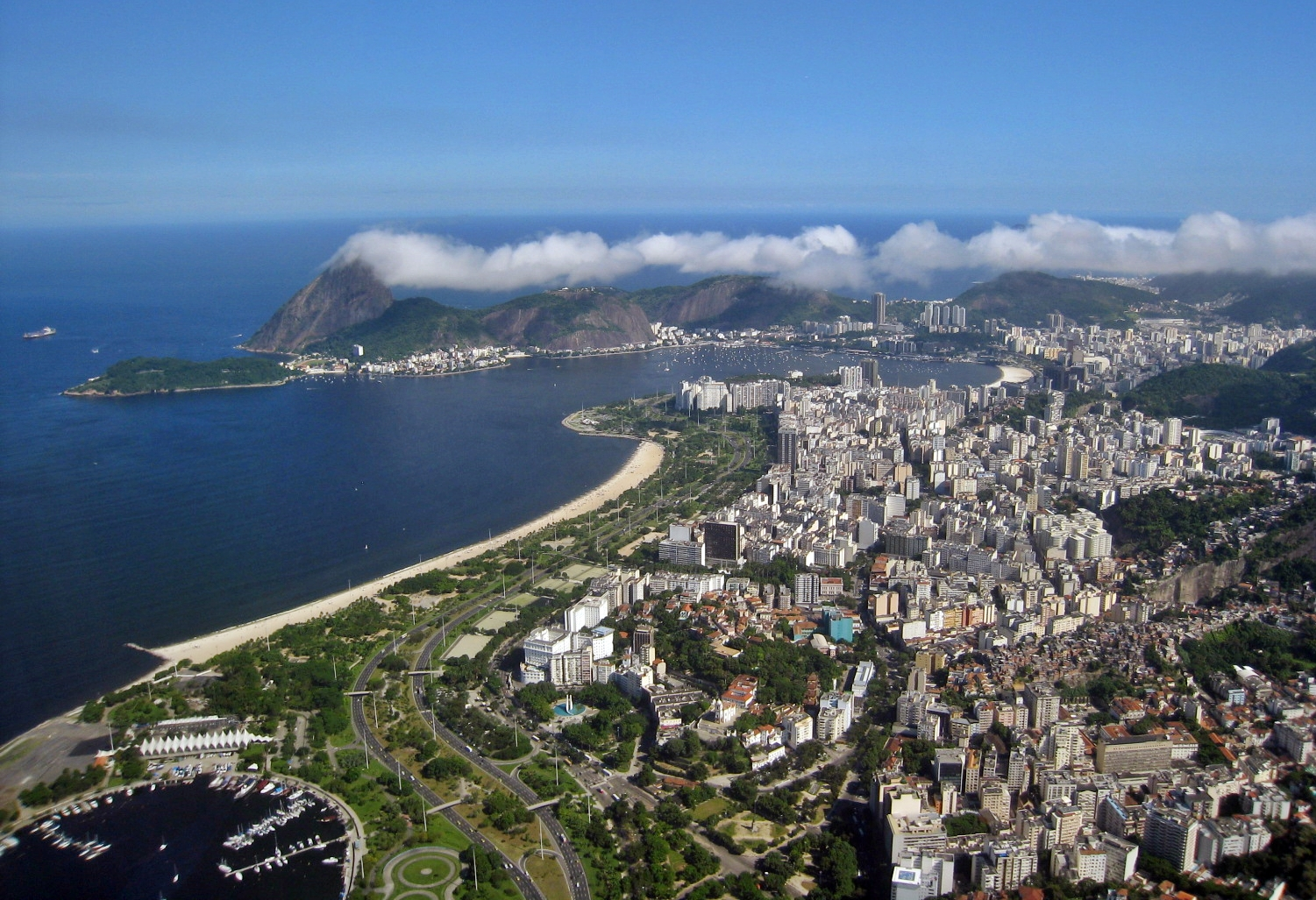
爱德华多·戈麦斯公园

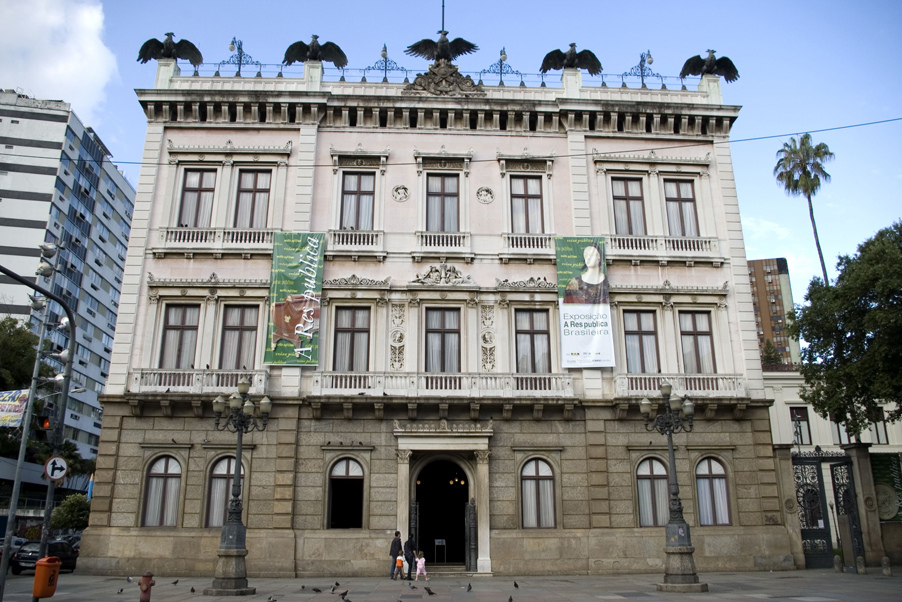

弗拉门戈（Flamengo）是巴西里约热内卢南区的一个街区。位于瓜纳巴拉湾边缘，卡特蒂和博塔弗戈之间。如今，它主要是一个中产阶级住宅区。它相当接近市中心，是观看糖面包山和里约热内卢基督像的好地点。海滨区域有爱德华多·戈麦斯公园，占地近1.2平方米公里，由著名的巴西景观设计师Roberto Burle Marx设计。
这是佛兰芒人的葡萄牙语拼法，也是附近海滩的名字。因为这是1599年荷兰水手Olivier van Noort试图入侵城市的地方。在那个时候，荷兰人被葡萄牙人称为“佛兰芒人”
该区有三个地铁站：弗拉门戈，拉哥马查多和卡特蒂。
该区有弗拉门戈体育俱乐部。